# Rattus omichlodes
Rattus omichlodes là một loài động vật có vú trong họ Chuột, bộ Gặm nhấm. Loài này được Misonne mô tả năm 1979.